# Rîjanivka, Zvenîhorodka
Rîjanivka (în ucraineană Рижанівка) este o comună în raionul Zvenîhorodka, regiunea Cerkasî, Ucraina, formată numai din satul de reședință.

## Demografie
Componența lingvistică a comunei Rîjanivka
     Ucraineană (96,59%)
     Rusă (3,1%)
     Alte limbi (0,1%)
Conform recensământului din 2001, majoritatea populației comunei Rîjanivka era vorbitoare de ucraineană (96,59%), existând în minoritate și vorbitori de rusă (3,1%).